# Gran icosàedre truncat
En geometria, el gran icosàedre truncat és un políedre uniforme no convex indexat com a U55. Té un símbol de Schläfli t{3,5/2} o t0,1{3,5/2}, com un truncament del gran icosàedre. El seu dual és el gran dodecàedre estelapentakis.